# Margaret Skeete
Margaret Skeete, née Seward le 27 octobre 1878 à Rockport, au Texas, aux États-Unis, décédée le 7 mai 1994 à Radford, en Virginie, aux États-Unis, était une supercentenaire américaine. Elle fut la personne la plus âgée à être pleinement attestée aux États-Unis du 26 février 1992 (après le décès d'Ettie Mae Green) jusqu'à sa propre mort le 7 mai 1994. Elle est la personne la plus âgée de l'histoire du Texas, s'étant éteinte à l'âge de 115 ans et 192 jours, et la dernière personne survivante née en 1878.

## Biographie
Margaret Seward est née le 27 octobre 1878 à Rockport, au Texas, de Henry et Margaret Smith Seward. En janvier 1908, à l'âge de 30 ans, elle épousa Wren Skeete, avec qui elle eut trois enfants, dont deux survécurent. Après le décès de son mari en 1953, elle quitta le Texas pour la Virginie afin de vivre avec sa fille aînée, Verne Taylor, et sa famille. Selon sa fille, Margaret Skeete était recensée à l'âge de deux ans lors du recensement américain de 1880.
En 1993, après le décès de Lucy Hanna, elle fut inscrite au Livre Guinness des records comme la doyenne américaine encore en vie.
Le 7 mai 1994, Margaret Skeet décéda à l'âge de 115 ans et 192 jours, devenant ainsi la personne la plus âgée de l'histoire du Texas. À sa mort, Skeet était la doyenne des États-Unis et la deuxième personne la plus âgée du monde, après la Française Jeanne Calment. Sa fille Verne devint également centenaire, atteignant l'âge de 100 ans (31 janvier 1909 – 4 février 2009).